# Osse (Doubs)
Osse ist eine französische Gemeinde mit 364 Einwohnern (Stand: 1. Januar 2022) im Département Doubs in der Region Bourgogne-Franche-Comté.

## Geographie
Osse liegt auf 409 m, etwa 15 Kilometer östlich der Stadt Besançon (Luftlinie). Das Dorf erstreckt sich im westlichen Jura, auf dem sogenannten ersten Plateau, einem breiten Becken am Südfuß der Jura-Randkette (Côte), an der Quelle eines Seitenbachs des Gour.
Die Fläche des 8,21 km² großen Gemeindegebiets umfasst einen Abschnitt des westlichen französischen Juras. Der Hauptteil des Gebietes wird vom breiten ersten Juraplateau eingenommen, das durchschnittlich auf 410 m liegt. Es bildet ein weites Becken ohne oberirdischen Abfluss. Bei Osse entspringt ein kleiner Bach, fließt nach Nordosten zum Gour, der jedoch nach kurzer Laufstrecke am Fuß der Côte wieder versickert. Im Bereich von Osse ist das Plateau überwiegend von Acker- und Wiesland bestanden. Nach Norden erstreckt sich das Gemeindeareal über das Plateau bis auf den langgezogenen, bewaldeten Höhenrücken der Côte du Mont (Jura-Randkette), die das Plateau vom angrenzenden Doubstal trennt. Hier wird mit 550 m die höchste Erhebung von Osse erreicht.
Nachbargemeinden von Osse sind Vaire und Deluz im Norden, Champlive im Osten, Bouclans im Süden und Nancray im Westen.

## Sehenswürdigkeiten

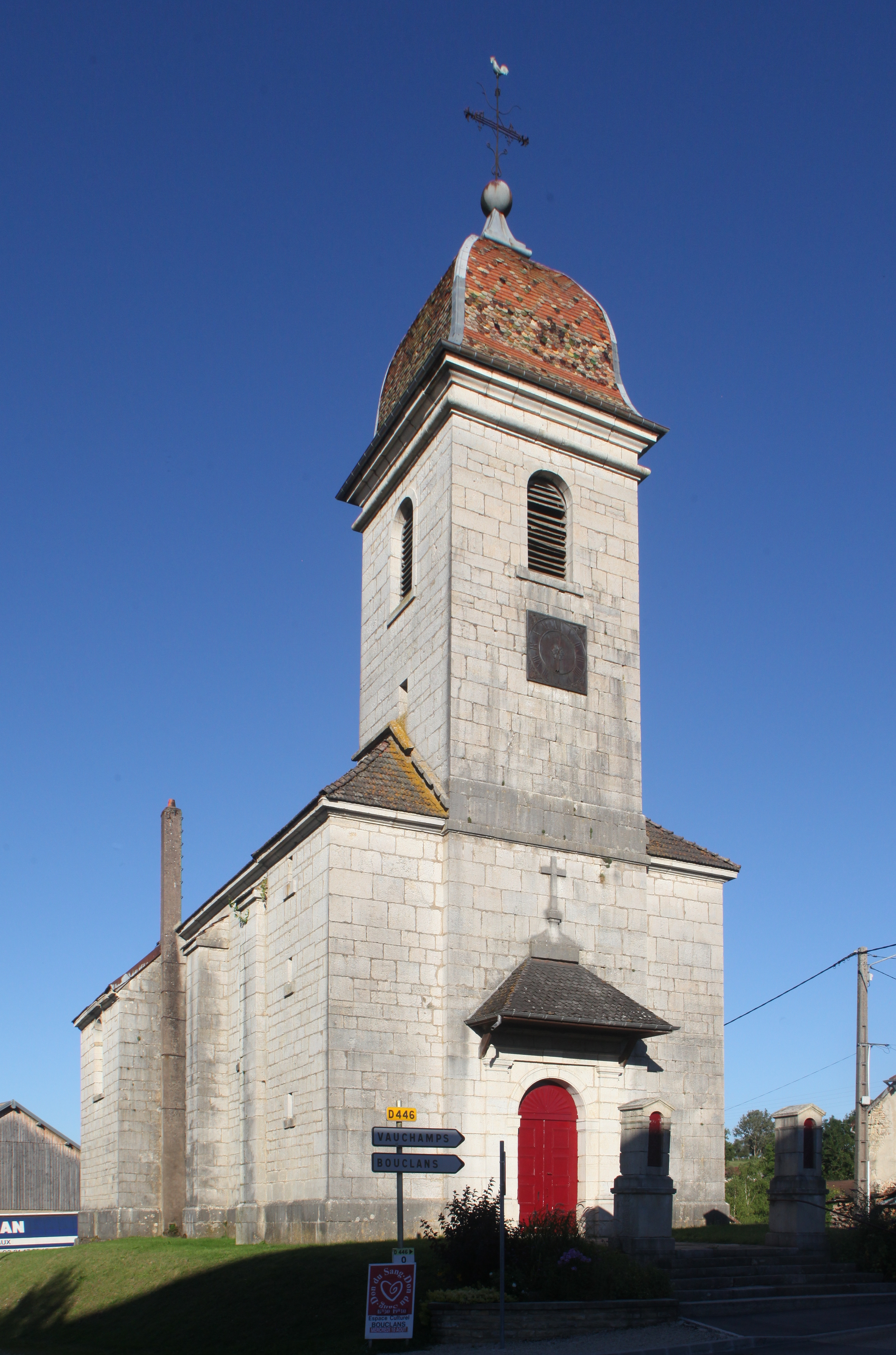
Kirche Saint-Jean-Baptiste

Die Kirche Saint-Jean-Baptiste wurde 1784 an der Stelle eines bereits 1184 erwähnten mittelalterlichen Gotteshauses erbaut. 1947 wurde der Glockenturm, der durch ein schweres Gewitter beschädigt worden war, wieder instand gesetzt.

## Bevölkerung
| Jahr                       | 1962 | 1968 | 1975 | 1982 | 1990 | 1999 | 2007 | 2018 |
| Einwohner                  | 130  | 130  | 162  | 251  | 267  | 298  | 317  | 320  |
| Quellen: Cassini und INSEE |      |      |      |      |      |      |      |      |

Mit 364 Einwohnern (Stand 1. Januar 2022) gehört Osse zu den kleinen Gemeinden des Départements Doubs. Nachdem die Einwohnerzahl in der ersten Hälfte des 20. Jahrhunderts deutlich abgenommen hatte (1886 wurden noch 248 Personen gezählt), wurde seit Beginn der 1970er Jahre wieder ein kontinuierliches Bevölkerungswachstum verzeichnet.

## Wirtschaft und Infrastruktur
Osse war bis weit ins 20. Jahrhundert hinein ein vorwiegend durch die Landwirtschaft (Ackerbau, Obstbau und Viehzucht) und die Forstwirtschaft geprägtes Dorf. Daneben gibt es heute einige Betriebe des lokalen Kleingewerbes. Mittlerweile hat sich das Dorf auch zu einer Wohngemeinde gewandelt. Viele Erwerbstätige sind Wegpendler, die in der Agglomeration Besançon ihrer Arbeit nachgehen.
Die Ortschaft liegt abseits der größeren Durchgangsstraßen an einer Departementsstraße, die von Nancray nach Baume-les-Dames führt. Weitere Straßenverbindungen bestehen mit Bouclans und Vauchamps.